# Proporcellio latus
Proporcellio latus är en kräftdjursart som beskrevs av Karl Wilhelm Verhoeff1949. Proporcellio latus ingår i släktet Proporcellio och familjen Porcellionidae. Inga underarter finns listade i Catalogue of Life.